# Benoît Coulanges
Benoît Coulanges, né le 20 décembre 1994, est un coureur cycliste français, spécialiste de VTT de descente.
Il fait partie de l'équipe Scott Factory Downhill, qui est un team élite UCI.

## Biographie
Il est notamment double champion de France de descente en 2020 et 2021.

## Palmarès en VTT

### Championnats du monde
- Val di Sole 2021
  -  Médaillé d'argent de la descente
- Pal Arinsal 2024
  -  Médaillé d'argent de la descente

### Coupe du monde
- Coupe du monde de descente 
  - 2017 : 31e du classement général
  - 2018 : 35e du classement général
  - 2019 : 72e du classement général
  - 2020 : 17e du classement général
  - 2021 : 8e du classement général
  - 2022 : 7e du classement général
  - 2023 : 7e du classement général, vainqueur d'une manche
  - 2024 : 7e du classement général, vainqueur d'une manche

### Championnats d'Europe
- Lousã 2018
  -  Médaillé d'argent de la descente
- Pampilhosa da Serra 2019
  -  Médaillé d'argent de la descente
- Maribor 2021
  -  Médaillé d'argent de la descente
- Maribor 2022
  -  Médaillé de bronze de la descente

### Championnats de France
- 2020
  -  Champion de France de descente
- 2021
  -  Champion de France de descente
- 2023
  - 3e de la descente